# 壶江岛
壶江岛（英語：Hujiang Island）是一个位于福建省福州市连江县南部闽江入海处的岛屿。距大陆最近点约3.5公里，面积约0.57平方公里，以其形似壶，故得名“壶江”。据【壶江岛上老人】证言：历史上壶江岛、川石岛连同琯头西部的8个乡村（山兜至新道宫一带），同（上里）亭江、（对面江）琅岐一样，曾属于闽侯县管域；民国26年（1937年）2月才划归连江县管辖。壶江岛以渔业为主要产业，海运发达。自1990年起，设1个行政村，人口约7300余人，属连江县琯头镇管辖。
壶江因与长乐梅花镇长期进行共同海上渔业生产，关系紧密，两地人民互称“依舅依妗”。

## 图集

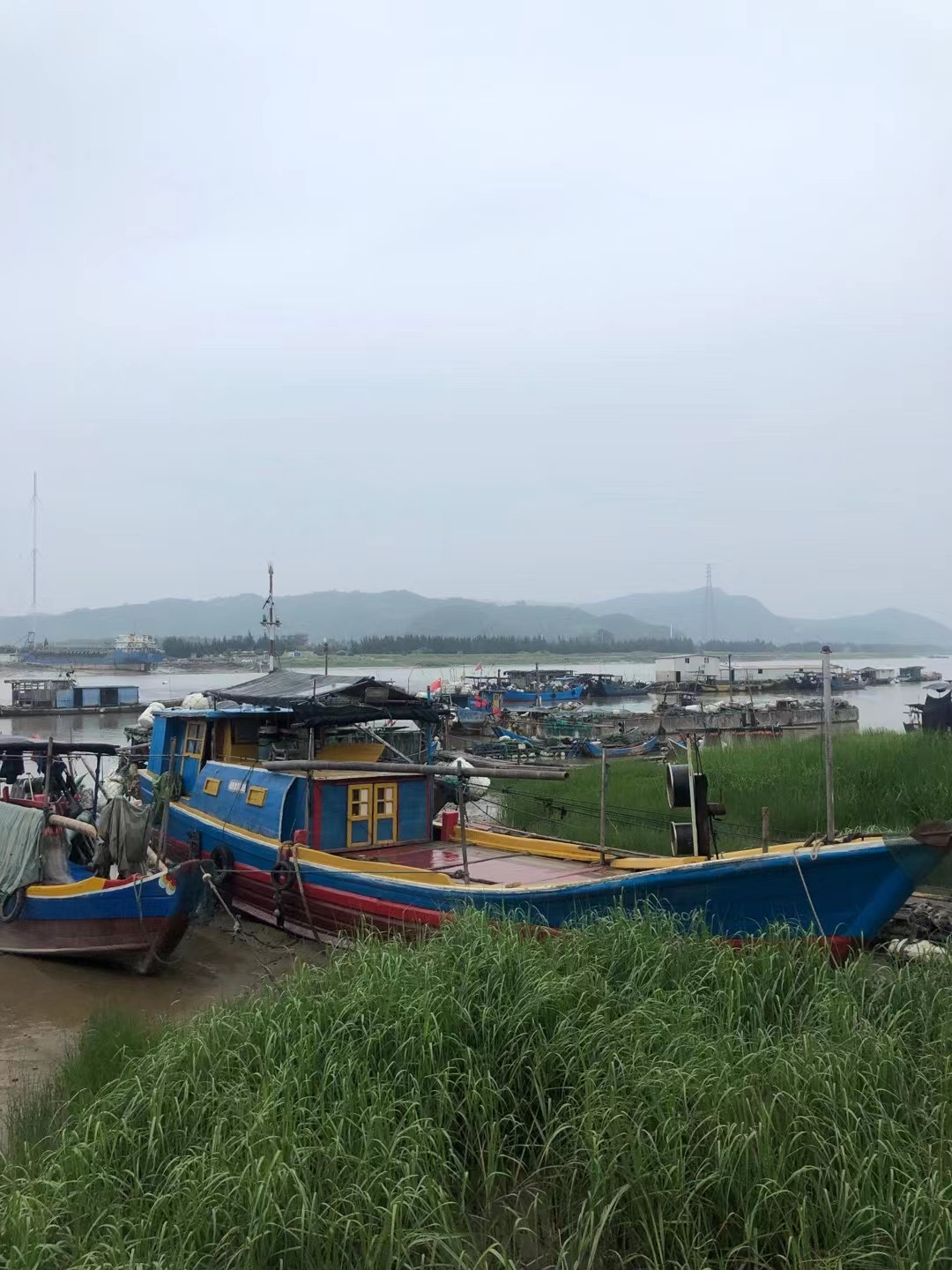
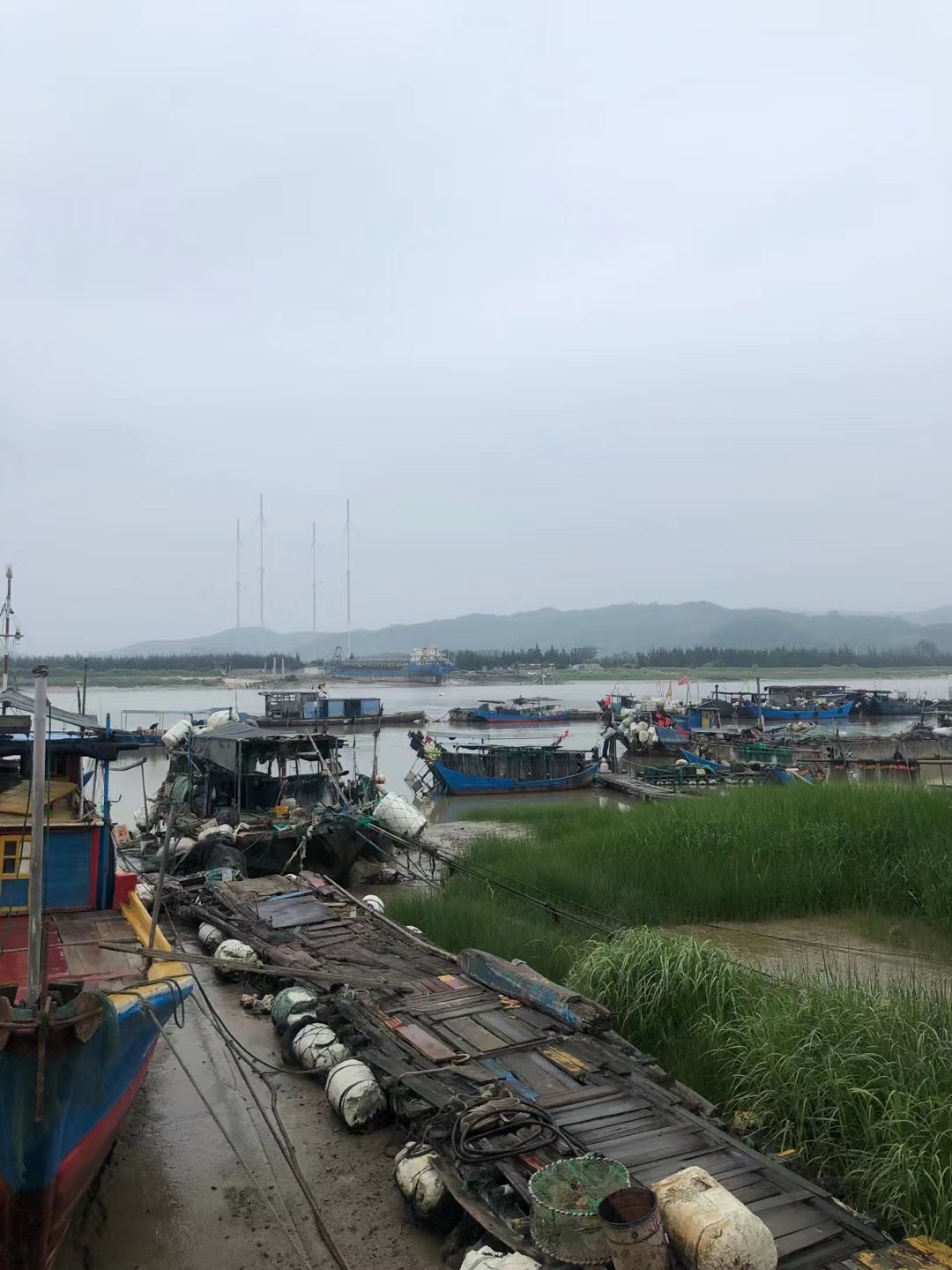